# ホームページ (パソコンソフト)
ホームページは、ソースネクストが規格・開発・販売しているWebオーサリングツールである。
マウスによる簡単な操作で、見栄えの良いページを作成できることを重視したWebサイト作成ソフトとして設計されている。ドラッグ＆ドロップでページの体裁やつながりを変えたり、スタイルテンプレートよりデザインの変更を行うことができる。素材・テンプレート数の多さも特徴の一つである。また、アフィリエイトやgoogle マップといった他のウェブサービス機能をページのパーツとして取り込むこともできる。
他社からの販売委託などではなく、ソースネクストが自社で開発をしている。最初のバージョンは2008年5月21日にZEROシリーズの第4弾として「ホームページZERO」の名称で発売された。

## バージョン履歴

### ホームページZERO
2008年5月21日に更新料無料の「ZEROシリーズ」第4弾として発売された。対応OSは、Windows Vista/XP/2000で、これらのOSで使用する限り、そのOSのサポート終了まで新機能やデザインテンプレート追加など最新版に無償でアップデートできる。例えば、2012年9月6日から提供されているVer3.0.0は、後述の「ホームページV3」と対応OS以外は同等のものである。もっとも公式サポート終了が遅かったWindows Vistaのサポートが2017年4月11日に終了したため、同日ですべてのサポートを終了した。

### ホームページZERO Windows 7対応
2009年10月6日に発売。ソフトウェアとしての差異はなく、対応OSにWindows 7を追加したもので、Windows 7においてもサポート終了まで無償でアップデートできる。また、従来製品のユーザーには「Windows 7対応版へのアップグレードサービス」を同社オンラインストアで有償販売しており、Windows 7対応版相当へアップグレードできる。

### ホームページV3
2012年9月6日にダウンロード版、2012年10月3日にパッケージ版を発売。更新料無料のZEROシリーズではない。スマートフォン用サイト作成機能を搭載。対応OSは、Windows 8/7/Vista/XP。

### ホームページV4
2017年6月26日にダウンロード版を発売。パッケージ版は販売していない。写真を編集する機能と素材を拡充。対応OSはWindows 10/8.1/7。